# Ludovico Gimignani

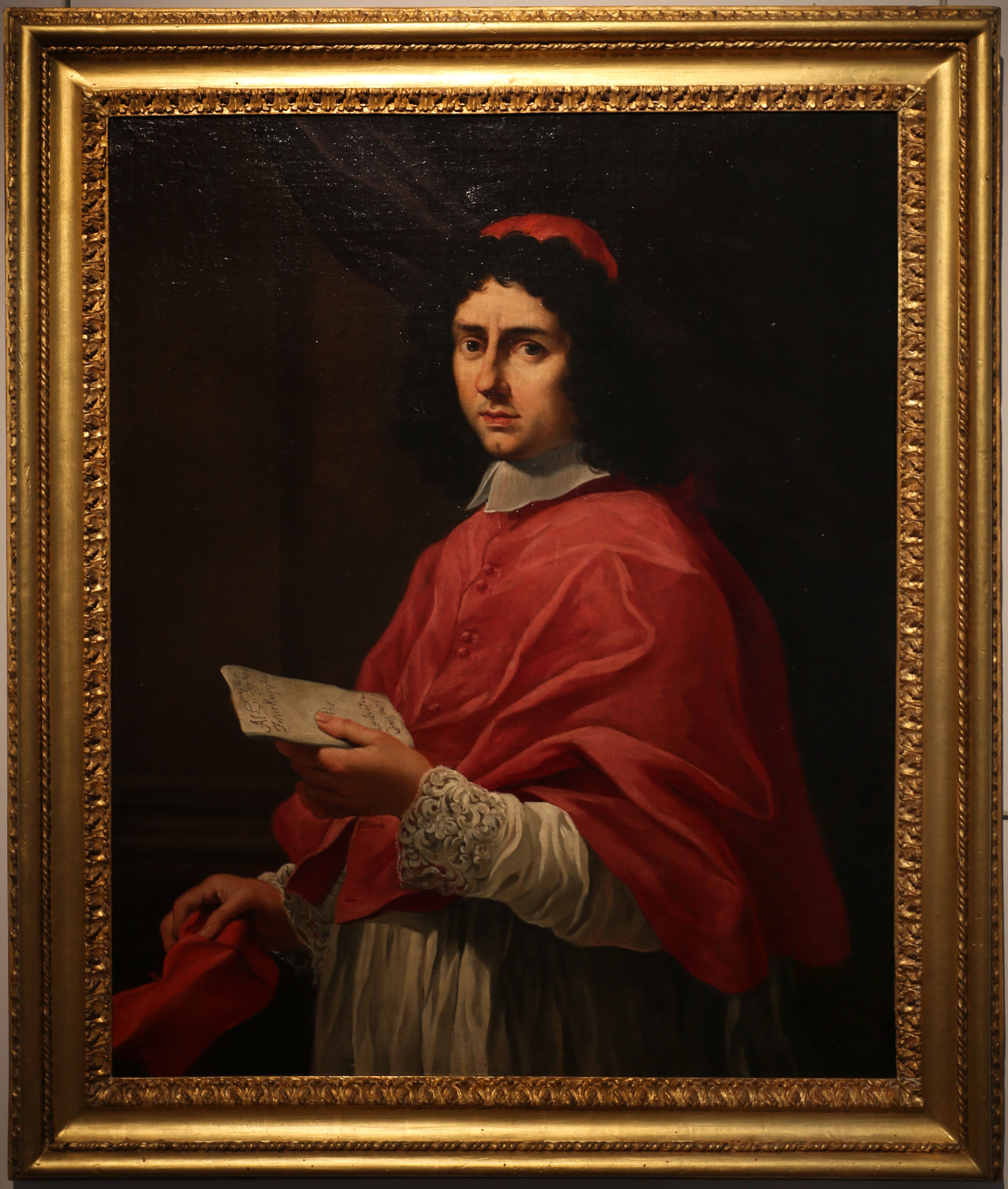
Ludovico Gimignani, ritratto del cardinale Felice Rospigliosi

Ludovico Gimignani (Roma, 1643 – Zagarolo, 1697) è stato un pittore italiano.

## Biografia
Fu attivo principalmente a Roma durante il Barocco.
Il padre Giacinto Gimignani (1611–1681) è stato uno dei principali alunni della scuola di Pietro da Cortona e ottenne la protezione del suo amico e concittadino del padre il cardinal Giulio Rospigliosi da Pistoia, il futuro papa Clemente IX, che era stato suo padrino di battesimo. Ludovico, comunque, che era nato a Roma, fu influenzato sicuramente a esercitare la sua arte da Gianlorenzo Bernini.
È stato attivo nel dipingere pale d'altare in diverse chiese di Roma; significativi un Battesimo di Costantino e una Storia di san Silvestro entrambe conservate nella chiesa di San Silvestro in Capite. Sempre a Roma dipinse un Angelo guardiano per la chiesa di San Crisogono e un ritratto di ragazzo con un levriero conservati entrambi a Palazzo Pallavicini Rospigliosi in piazza del Quirinale, una pala d'altare per il battistero di Sant'Andrea delle Fratte. Fra questi suoi capolavori la pala d'altare di Santa Maria Maddalena de Pazzi.
Fu principe dell'Accademia di San Luca nel 1688.
Un’altra sua opera recentemente restaurata è collocata nel convento di Sant'Antonio da Padova ad Oriolo Romano (VT). 
La pala raffigura la Vergine col Bambino ed il Santo ed è inserita in un coro ligneo di pregevole fattura.